# گرادیشته (ولاسوتینتسه)
گرادیشته (به صربی: Gradište) یک منطقهٔ مسکونی در صربستان است که در ولاسوتینتسه واقع شده‌است. گرادیشته ۲۲۵ نفر جمعیت دارد.